# Agapanthia viti
Agapanthia viti је врста инсекта из реда тврдокрилаца (Coleoptera) и породице стрижибуба (Cerambycidae). Сврстана је у потпородицу Lamiinae.

## Распрострањеност
Распрострањење врсте Agapanthia viti још увек није сасвим јасно, пошто је врста откривена и описана тек 2012. године. Њено присуство је до сада потврђено у Мађарској, Словачкој, Румунији и Србији.

## Опис
На пронотуму су три јасне беличасто томентиране пруге. Плеурални део стернума је густо, беличасто томентиран. На покрилцима су, ка врху, фине беличасте длачице. Генерално длачице по телу имају жућкасту боју. Дужина тела од 7 до 13 mm.

## Биологија
Животни циклус траје годину дана, ларве се развијају у стабљикама а адулти се налазе на листовима и стабљикама биљке домаћина. Одрасле јединке се срећу током маја и јуна. Као биљка домаћин јављају се врсте из рода Dipsacus.

## Галерија
- парење
- полагање јаја
- полагање јаја